# Okręty podwodne typu Sōryū
Okręty podwodne typu Sōryū – typ japońskich okrętów podwodnych z napędem hybrydowym diesel-elektrycznym i AIP z dwoma silnikami Stirlinga. Jednostki tego typu, wyposażone są w sześć dziobowych wyrzutni torpedowych kalibru 533 mm. Obok torped, okręty tego typu wyposażone są w przeciwokrętowe pociski manewrujące Sub Harpoon (UGM-84A). Jednostki typu Sōryū stanowią zmodyfikowaną wersję okrętów typu Oyashio (1996), wyposażoną w przetestowany na "Asashio" (TSS-3601) typu Harushio układ AIP.